# Shegtā
Shegtā (persiska: شِكتا, شِكِتا, شگتا, Shektā) är en ort i Iran.   Den ligger i provinsen Mazandaran, i den norra delen av landet, 170 km nordost om huvudstaden Teheran. Shegtā ligger 181 meter över havet och antalet invånare är 888.
Terrängen runt Shegtā är huvudsakligen kuperad, men norrut är den platt. Terrängen runt Shegtā sluttar norrut. Runt Shegtā är det ganska tätbefolkat, med 111 invånare per kvadratkilometer. Närmaste större samhälle är Sari, 10,8 km norr om Shegtā. I omgivningarna runt Shegtā växer huvudsakligen savannskog.